# Монтефортино
Монтефортино (итал. Montefortino) насеље је у Италији у округу Фермо, региону Марке.
Према процени из 2011. у насељу је живело 444 становника. Насеље се налази на надморској висини од 601 м.

## Становништво
| 1931. | 1936. | 1951. | 1961. | 1971. | 1981. | 1991. | 2001. | 2011. |
| ----- | ----- | ----- | ----- | ----- | ----- | ----- | ----- | ----- |
| 2.959 | 3.048 | 2.993 | 2.458 | 1.683 | 1.493 | 1.411 | 1.303 | 1.214 |